# Parthenodes olivalis
Parthenodes olivalis là một loài bướm đêm trong họ Crambidae.